# Ley Brisa
La Ley Brisa, o Ley 27.452 (de Régimen de Reparación Económica para niñas, niños y adolescentes) otorga una reparación económica para hijas e hijos víctimas de femicidios equivalente a una jubilación mínima. La pensión se corresponde a un haber jubilatorio mínimo e incluye una cobertura integral de salud hasta los 21 años de edad, beneficios que tendrán carácter vitalicio en caso de que sean personas con discapacidad.
La normativa fija un mecanismo compatible con los regímenes de la Asignación Universal por Hijo (AUH), asignaciones familiares, pensiones y regímenes de alimentos que perciban por parte de su progenitor, o con cualquier otra prestación de la cual sean destinatarios.
La ley establece que el trámite se inicia en la Administración Nacional de la Seguridad Social (ANSES) y cualquier hijo o hija que al día de la fecha sea menor de edad, puede percibir el haber. La reparación corresponde a aquellos niños, niñas o adolescentes cuyo padre haya sido procesado o condenado como autor, coautor, instigador o cómplice del delito de femicidio contra su madre.
La autoridad de aplicación de la norma es la Secretaría Nacional de Niñez, Adolescencia (SENAF) que tiene a cargo la administración de los recursos dispuestos para su cumplimiento. Por su parte la ANSES es responsable de la tramitación administrativa, liquidación y puesta al pago de la prestación. En tanto,  la comisión de seguimiento, tiene a su cargo controlar que los pagos se efectúen y está integrada por representantes de esos dos organismos y del Instituto Nacional de las Mujeres (INAM).

## Origen
La ley de Régimen de Reparación Económica para niñas, niños y adolescentes se conoció también como Ley Brisa. El proyecto se inspiró en el caso de Brisa Barrionuevo, una niña de tres años, cuya madre fue asesinada a golpes y su cadáver arrojado al río dentro de una bolsa por su marido. Cuando Daiana Barrionuevo desapareció, su expareja le dijo a la policía que se había ido con un amante, lo que motivó una búsqueda durante 20 días, tras el cual se descubrió su cuerpo el cual fue asesinado y arrojado al río.
El cuerpo de Daiana apareció el 10 de enero de 2014. Tres años después -2017-, Iván Adalberto Rodríguez, el padre de los niños y de Brisa, fue condenado a prisión perpetua.
Tras el femicidio de Daiana, su hermana Cintia se hizo cargo de sus sobrinos (Brisa y los mellizos Elias y Tobias) que junto a su esposo ya tenían tres niños. La asociación civil La Casa del Encuentro tomó el caso de Brisa para reclamar en el poder legislativo una herramienta de contención que les brindara un sustento a los hijos de víctimas de femicidio, hasta cumplir la mayoría de edad representando de esta manera a los niños y niñas que son víctimas colaterales de un femicidio.

## Ley Brisa en CABA
En la Ciudad Autónoma de Buenos Aires, se aprobó en el año 2018 la Ley Brisa, o, Ley de Reparación Económica para Niñas, Niños, Adolescentes y Jóvenes Víctimas de Reparación Económica para Niñas, Niños, Adolescentes y Jóvenes Víctimas Colaterales de Femicidios (Ley 5861).  La presentación del proyecto de ley fue elevada por la Defensoría del Pueblo de la CABA junto a la asociación civil La Casa del Encuentro.
La norma aprobada  implica la creación de un régimen de reparación económica para niños, niñas y adolescentes de hasta 21 años inclusive, cuyo padre –biológico o adoptivo- haya sido procesado o condenado como autor, coautor, instigador o cómplice de delito de homicidio agravado por el vínculo o cuando la acción penal seguida contra su padre, en la causa donde se investigue el homicidio de su madre, se haya declarado extinta por la muerte de aquel.
La ley establece como requisito para acceder a la prestación, ser hijos/as de la progenitora fallecida, ser menor de 21 años y residir en la Ciudad de Buenos Aires y ante el caso de sufrir alguna discapacidad, el beneficio no tiene límite de edad. Ante un caso de femicidio, el estado deberá garantizar a los hijos de la progenitora fallecida una prestación mensual equivalente a un haber jubilatorio mínimo, con sus incrementos móviles establecidos en la ley de Movilidad de las Prestaciones del Régimen Previsional Público (Ley 26.417).
El Ministerio de Hacienda de la Ciudad de Buenos Aires, a través de la Dirección General Oficina de  Gestión Pública y Presupuesto, es quien tiene a su cargo arbitrar las medidas presupuestarias pertinentes para dar cumplimiento a lo dispuesto en la ley 5861, el cual establece que el Poder Ejecutivo realizará "las asignaciones y modificaciones  presupuestarias pertinentes para el presente ejercicio fiscal, a efectos de hacer  efectivo el cumplimiento" de la ley.
A la Dirección General de la Mujer de la CABA le compete recepcionar el trámite de inscripción de las hijas e hijos víctimas de femicidio para percibir la reparación económica contemplada en la ley.